# Die Erbinnen
Die Erbinnen (Originaltitel: Las herederas, engl. Festivaltitel: The Heiresses) ist ein Spielfilm von Marcelo Martinessi aus dem Jahr 2018. Das Melodram basiert auf einem Originaldrehbuch des paraguayischen Regisseurs und erzählt von einer älteren Frau (dargestellt von Ana Brun), die sich zu emanzipieren beginnt, als ihre dominantere Partnerin (Margarita Irún) wegen Überschuldung in Untersuchungshaft gerät.
Der Film wurde am 16. Februar 2018 im Wettbewerb der 68. Internationalen Filmfestspiele Berlin uraufgeführt und gewann mehrere Auszeichnungen. Der deutsche Kinostart erfolgte am 29. November 2018.

## Handlung

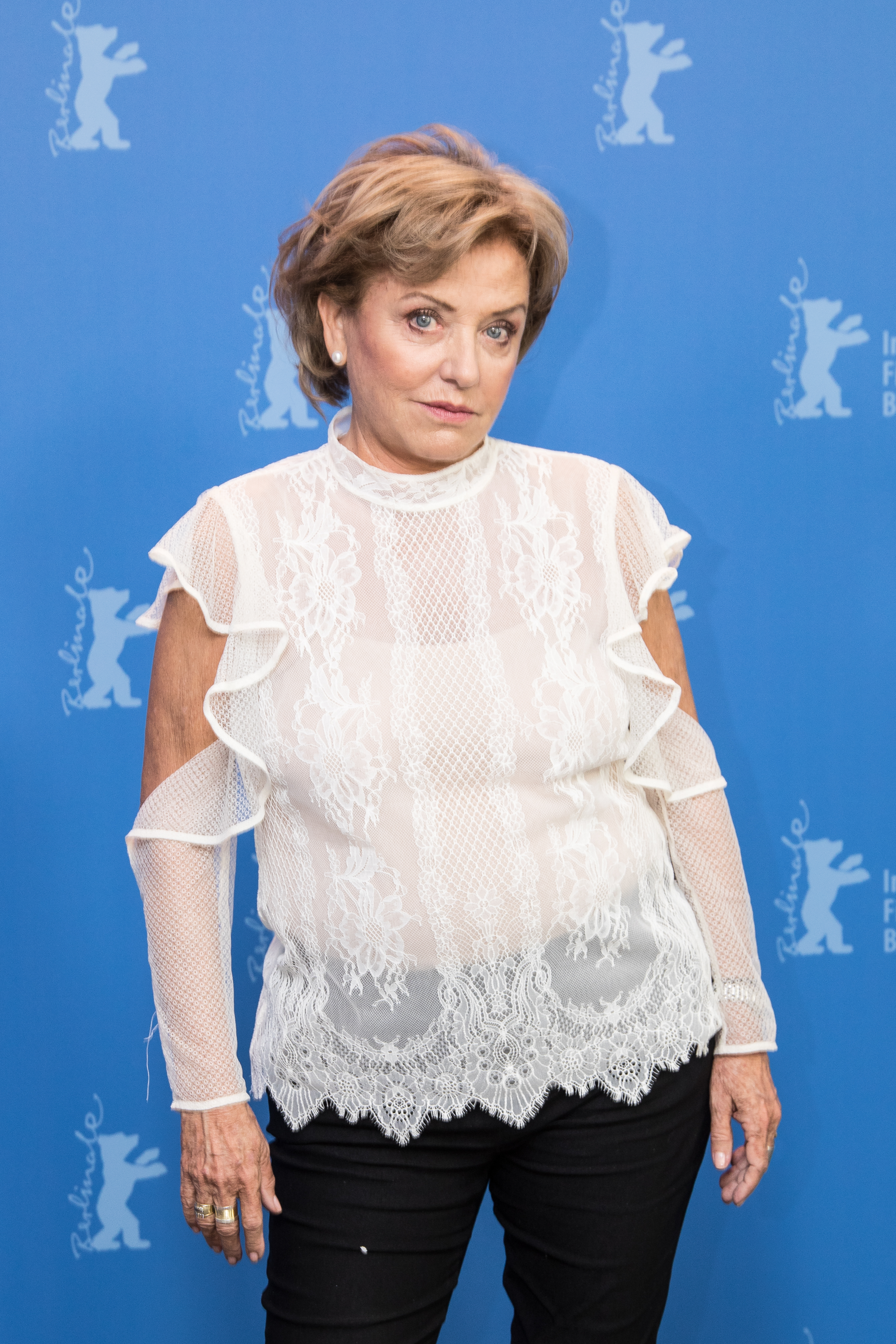
Die paraguayische Theaterschauspielerin Ana Brun gab als Chela ihr Filmdebüt.

Asunción, in der Gegenwart: Chela und Chiquita sind seit über 30 Jahren ein Paar. Die beiden Frauen im beginnenden Seniorinnenalter entstammen der Oberschicht von Paraguays Hauptstadt und mussten nie selbst arbeiten. Während Chela eher ungern das Haus verlässt und den Tag lieber vor ihrer Staffelei verbringt, ist Chiquita extrovertiert und regelt das gemeinsame Leben. Finanzielle Schwierigkeiten zwingen die beiden dazu, Teile ihres geerbten Mobiliars zu verkaufen. Chela regt sich über den Verkauf der geliebten Erinnerungsstücke auf, gleichzeitig hat sie Angst vor der möglichen gesellschaftlichen Bloßstellung und lehnt Almosen von Freundinnen ab. Hilfe erhalten die beiden Frauen von Carmela, die Chiquita bei Behördengängen unterstützt. Chela lehnt die jüngere Frau dagegen ab.
Als Chiquita wegen Überschuldung angeklagt wird und im Gefängnis Casa del Buen Pastor in Untersuchungshaft gerät, ist Chela plötzlich auf sich allein gestellt. Sie muss das neue Hausmädchen Pati einweisen. Um den Schein zu wahren, wird den gemeinsamen Freundinnen erzählt, dass sich Chiquita für einen Monat im uruguayischen Badeort Punta del Este aufhält. Obwohl Chela keinen Führerschein besitzt, setzt sie sich gelegentlich ans Steuer ihres alten Mercedes 240 D. Als die gemeinsame Freundin Picuta darum bittet, zu Freundinnen gefahren zu werden, kommt Chela dieser Bitte nach. Picuta besteht darauf, für das Benzin zu zahlen. Daraus beginnt sich ein informeller Taxi-Service für reiche, ältere Frauen aus der Nachbarschaft zu entwickeln.
Die früher eher passiv auftretende Chela beginnt sich von der abwesenden Chiquita zu emanzipieren. Sie hilft Pati beim Verkauf des Mobiliars und macht auf einer ihrer Fahrten die Bekanntschaft mit der jungen, lebensfrohen Angy. Obwohl Chela niemals zuvor Autobahn gefahren ist, erfüllt sie Angy den Wunsch, sie und ihre Mutter über die M2 nach Itauguá zu fahren. Im dortigen Krankenhaus muss sich Angys Mutter Behandlungen unterziehen. Zwischen Chela und Angy entwickelt sich eine enge Freundschaft. Angy bringt Chela das Rauchen bei und berichtet von ihrem abenteuerlichen Liebesleben. Auch beginnt sie Chela mit „Poupée“ (dt. „Puppe“), dem Kosenamen aus ihrer Kindheit, anzureden. Chela beginnt die regelmäßigen Besuche von Chiquita im Gefängnis zu vernachlässigen. Als Angy eines Tages Itauguá vorzeitig mit ihrem plötzlich auftauchenden Ex-Freund verlässt, fühlt sich Chela gekränkt. Gleichzeitig bekommt sie durch einen Vorfall im Gefängnis den Eindruck, dass Chiquita mit einer Mitinsassin eine Affäre haben könnte. Chela nähert sich daraufhin ihrem Hausmädchen Pati an.
Als Chela Picuta und weitere Freundinnen zu einer Beerdigung chauffiert, trifft sie zufällig Angy wieder. Diese ist am Abend gelangweilt und beide fahren gemeinsam zu Chela nach Hause und trinken Wein. Angy erzählt Chela von ihrem ersten flotten Dreier. Als Chela von der Toilette wiederkommt, findet sie Angy lasziv auf dem Bett liegend vor. Chela flüchtet daraufhin zurück in die Toilette. Die alkoholisierte Angy ist entrüstet, da sie annahm, dass eine gemeinsame Nacht Chelas Intention war. Angy verlässt daraufhin das Haus. Chela eilt ihr mit dem Auto hinterher, kann sie aber nicht finden und betrinkt sich. Am nächsten Tag macht die verkaterte Chela sich auf, Chiquita im Gefängnis zu besuchen, hat sich aber im Besuchstag geirrt und schläft vor Ort ihren Rausch aus. Am Abend versucht sie vergeblich telefonisch Angy zu erreichen. Am nächsten Tag kommt Chiquita im Beisein von Carmela überraschend aus dem Gefängnis nach Hause zurück und eröffnet Chela, dass es einen Käufer für den Wagen gibt. Chela droht in ihre frühere Passivität zurückzufallen. In der Nacht steigt sie aufs Dach des Hauses, wo sie von Pati entdeckt und getröstet wird. Am nächsten Tag stellt Chiquita fest, dass Chela mit dem Auto verschwunden ist.

## Rezeption
Mit Die Erbinnen konkurrierte Marcelo Martinessi als erster paraguayischer Regisseur um den Goldenen Bären, den Hauptpreis des Festivals. Sein Film erhielt im internationalen Kritikenspiegel der britischen Fachzeitschrift Screen International 2,6 von vier möglichen Sternen und belegte gemeinsam mit dem polnischen Beitrag Twarz einen geteilten 7. Platz unter allen 19 Berlinale-Wettbewerbsfilmen. Wes Andersons Animationsfilm Isle of Dogs – Ataris Reise (3,3) führte die Rangliste an.

## Auszeichnungen
Die Erbinnen wurde auf mehreren Filmfestivals preisgekrönt. Im September 2018 wurde der Film als paraguayischer Kandidat auf eine Oscar-Nominierung in der Kategorie Bester fremdsprachiger Film ausgewählt.
Eine Auswahl der gewonnenen Preise und Auszeichnungen:
- 2018: Internationale Filmfestspiele Berlin – Alfred-Bauer-Preis (Marcelo Martinessi), Silberner Bär (Beste Darstellerin – Ana Brun), FIPRESCI-Preis und Preis der Teddy-Leserjury des Mannschaft-Magazins
- 2018: Cartagena Film Festival – Beste Regie, FIPRESCI-Preis
- 2018: Filmfestival von Gramado – Bester lateinamerikanischer Film, Beste lateinamerikanische Regie, Beste lateinamerikanische Darstellerinnen (Ana Brun, Margarita Irún, Ana Ivanova), Bestes lateinamerikanisches Drehbuch, Publikumspreis – Bester lateinamerikanischer Film
- 2018: Jeonju Film Festival – Bester Film
- 2018: Lima Latin American Film Festival – Beste Darstellerin (Ana Brun)
- 2018: San Sebastián International Film Festival – Bester lateinamerikanischer Film
- 2018: Santiago International Film Festival – Beste Regie
- 2018: Seattle International Film Festival – Lobende Erwähnung (Marcelo Martinessi)
- 2018: Sydney Film Festival – Bester Film
- 2018: Transilvania International Film Festival – Bester Film
- 2018: World Cinema Amsterdam – Bester Film